# 1730년 발파라이소 지진
1730년 발파라이소 지진은 1730년 7월 8일 현지 시각 오전 4시 45분경(UTC 08:45)에 당시 스페인 제국 칠레 도독령 발파라이소 해역에서 발생한 지진이다. 모멘트 규모 Mw9.1~9.3으로 추정되는 지진으로 지진해일 규모 기준 Mt8.75에 달하는 거대한 지진해일이 발생해 발파라이소 저지대 지역이 완전히 침수되었다. 이 지진으로 라세레나에서 치얀까지 심각한 피해가 발생했으며 쓰나미는 칠레의 약 1,000 km 가까운 해안선 전역에 영향을 미쳤다.

## 지질학적 환경
이 지진은 나스카판이 남아메리카판 아래로 1년에 약 70 mm의 속도로 수렴하는 곳에서 발생했다.
칠레는 약 5억년 전 고생대 이후부터 꾸준히 해구형 지진을 일으키는 수렴 경계의 판 사이에 있다. 역사적으로 칠레 해안가는 이런 판 경계를 따라 관측된 지진 중 가장 큰 규모의 지진이었던 1960년 발디비아 지진을 포함해 여러 초거대지진이 발생했다. 그 외에도 2010년 칠레 지진으로 칠레 중부의 단층이 여러 차례 파괴되었다.

## 발생 특성
산티아고 시간 기준 오전 1시경 강한 지진이 발생한 후 여러 차례 작은 흔들림이 이어졌다. 본진은 현지 시각 기준 오전 4시 45분에 발생했다. 당시 심각한 피해를 볼 때 350~550 km 길이로 단층이 파열되었다고 추정된다.
본진 직후에는 쓰나미가 발생했으며 콘셉시온에서 최대 16 m 높이를 관측했다. 지진해일은 페루 카야오와 일본 혼슈의 리쿠젠국과 오시카반도의 여러 밭이 침수되었다는 기록도 남았다.

## 피해
지진은 발파라이소, 코킴보, 이야펠, 페토르카현, 틸틸 등 광범위한 지역에 영향을 미쳤다. 지진으로 라세레나 교구의 성당도 파괴되었다. 산티아고에서는 지진으로 건물 대부분이 붕괴되어 산토도밍고와 라마르세드 성당은 완전 붕괴되었고 그 외 대부분의 성당 첨탑이 무너졌으며 주택은 절반 이상이 무너져 거주할 수 없는 상태였다. 여기에다 지진 이틀 뒤에는 24시간동안 폭풍우가 몰아쳐 마포초강이 범람 위기에 처했다. 산티아고는 1647년 지진에 이어 다시 파괴되었으나 사상자는 이전보다 적었다.
지진으로 발생한 사상자수는 소수에 불과했는데 이는 본진 직전 강한 전진이 발생해 사람들이 거의 다 집 밖에 있었기 때문으로 알려졌다. 본진 이후 이어진 쓰나미에서도 사람들이 해안가에 물이 빠지는 걸 보고 전부 고지대로 도망쳤기 때문에 사상자는 소수만 있었다. 하지만 다른 때와 마찬가지로 1731년 들어서는 전염병과 천연두가 번져 생존자 중 많은 이들이 사망했다.

## 같이 보기
- 칠레의 지진 목록
- 지진 목록